# Coilia coomansi
Coilia coomansi is een straalvinnige vis uit de familie van ansjovissen (Engraulidae) en behoort derhalve tot de orde van haringachtigen (Clupeiformes). De vis kan een lengte bereiken van 12 cm.

## Leefomgeving
Coilia coomansi komt in zout en brak water voor. De vis gedijt het beste in een tropisch klimaat en heeft zich verspreid over de Grote en Indische Oceaan.

## Relatie tot de mens
In de hengelsport wordt er weinig op de vis gejaagd.